# Lemmy (film)
Lemmy (49% Motherf**ker, 51% Son of a Bitch) – amerykański film dokumentalny z 2010 roku poświęcony brytyjskiemu muzykowi Lemmy’emu Kilmisterowi, liderowi formacji Motörhead. Premiera filmu odbyła się 15 marca 2010 roku w ramach festiwalu South by Southwest w Austin w Stanach Zjednoczonych.
Obraz został wyreżyserowany przez Grega Ollivera i Wesa Orshoskiego. W filmie wystąpili liczni przedstawiciele muzyki rockowej i heavymetalowej, wielbiciele oraz przyjaciele Kilmistera, m.in. tacy jak: Dave Grohl, Ozzy Osbourne, Lars Ulrich, Jason Newsted, Kirk Hammett, Robert Trujillo, James Hetfield, Duff McKagan, Slash oraz Alice Cooper. Ponadto w filmie wystąpili ówcześni członkowie Motörhead – Phil Campbell i Mikkey Dee.
Produkcja spotkała się z niejednoznacznym odbiorem wśród krytyków. W serwisie Metacritic obraz otrzymał 64. punkty na podstawie ośmiu recenzji. Redaktor serwisu Film.org.pl Tomasz Urbański we wstępie do swej recenzji napisał: "Twórcy filmu o wszystko mówiącym tytule postanowili zmierzyć się z żywą legendą. Chodzącą i wciąż aktywną ikoną muzyki rockowej. Właściwie nawet te słowa nie oddają w pełni statusu Lemmy’ego Kilmistera. Próbuje oddać to ta produkcja, mierząc się z trudnym zadaniem okiełznania absolutu. I wychodzi z tego obronną ręką".
24 stycznia 2011 roku nakładem E1 Entertainment film trafił do sprzedaży na płytach DVD i Blu-ray. Wideogram uzyskał status złotej płyty w Stanach Zjednoczonych, Niemczech, Wielkiej Brytanii i Francji.

## Obsada
| - Lemmy Kilmister, Phil Campbell, Mikkey Dee, „Fast” Eddie Clarke (Motörhead) - Lars Ulrich, Jason Newsted, Kirk Hammett, Robert Trujillo, James Hetfield (Metallica) - Duff McKagan, Slash, Matt Sorum (Guns N’ Roses) - Dave Navarro (Jane’s Addiction, Red Hot Chili Peppers) - Nikki Sixx (Mötley Crüe) - Peter Hook (Joy Division, New Order) - Steve Vai (Frank Zappa, Whitesnake) - Jason Everman (Nirvana, Soundgarden) |  | - Ozzy Osbourne (Black Sabbath) - Mike Inez (Alice in Chains) - Joan Jett (The Runaways) - Dave Grohl (Foo Fighters, Nirvana) - Dave Ellefson (Megadeth) - Lars Frederiksen (UK Subs) - Marky Ramone (Ramones) - Scott Ian (Anthrax) |  | - Alice Cooper - Billy Bob Thornton - Triple H - Tim Butcher - Kat Von D - Dee Snider (Twisted Sister) - Jarvis Cocker (Pulp) - Ice-T (Body Count) |